# 45688 Lawrencestacey
45688 Lawrencestacey è un asteroide della fascia principale. Scoperto nel 2000, presenta un'orbita caratterizzata da un semiasse maggiore pari a 2,5883519 au e da un'eccentricità di 0,1869247, inclinata di 10,87662° rispetto all'eclittica.